# (69756) 1998 OY3
1998 أو واي 3 (ويعرف أيضًا باسم (69756) 1998 أو واي 3 وفق تسمية الكوكب الصغير) (بالإنجليزية: 1998 OY3)‏ هو كويكب ضمن حزام الكويكبات؛ وترتيبه 69756 من حيث الاكتشاف.
اكتُشف هذا الجُرم الفلكي بواسطة OCA–DLR Asteroid Survey ‏ في 24 يوليو 1998.

## وصلات خارجية
- (69756) 1998 OY3 في قاعدة بيانات مختبر الدفع النفاث لأجرام النظام الشمسي الصغيرة

- الاكتشاف · مخطط المدار ·  العناصر المدارية · المعلمات المادية

- (69756) 1998 OY3 على موقع ويكي سكاي: DSS2, SDSS, GALEX, IRAS, Hydrogen α, X-Ray, Astrophoto, Sky Map, Articles and images